# Cem Üstündag
Cem Üstündag (* 20. Jänner 2001 in Schwaz) ist ein österreichischer Fußballspieler.

## Karriere
Üstündag begann seine Karriere beim SV Schlitters. Zur Saison 2011/12 wechselte er zum FC Wacker Innsbruck. Zur Saison 2015/16 kam er in die AKA Tirol, in der er bis 2020 sämtliche Altersstufen durchlief. Ab der Saison 2019/20 spielte er für die Amateure seines Stammklubs in der Tiroler Liga. Für die WSG II kam er zu 15 Einsätzen, ehe die Saison COVID-bedingt abgebrochen wurde. Im Anschluss stiegen die WSG-Amateure in die Regionalliga Tirol auf. In den folgenden zwei Jahren absolvierte er 47 Partien in der dritthöchsten Spielklasse.
Im Juli 2022 erhielt er einen Profivertrag bei den Wattenern und rückte in den Bundesligakader. Im August 2022 debütierte er für die Profis in der Bundesliga, als er am dritten Spieltag der Saison 2022/23 gegen den SK Austria Klagenfurt in der 68. Minute für Bror Blume eingewechselt wurde. Insgesamt kam er zu 53 Bundesligaeinsätzen für die WSG. Nach der Saison 2024/25 verließ er Wattens.
Zur Saison 2025/26 wechselte er anschließend in die Türkei zu Kasımpaşa Istanbul.